# 1391

## Události
- 24. května založení Betlémské kaple v Praze
- velký židovský pogrom v Barceloně, zrušeno židovské ghetto

## Narození
Česko
- ? – Pavel Kravař, husitský emisař († 23. července 1433)

Svět
- 24. ledna – Johana Francouzská, bretaňská vévodkyně († 27. září 1433)
- 31. října – Eduard I., portugalský král († 9. září 1438)
- ? – Kao Ku, politik čínské říše Ming († 1460)
- ? – Gendündub, první dalajláma († 1474)
- ? – Ludvík Lucemburský, rouenský arcibiskup († 18. září 1443)

## Úmrtí
- 16. února – Jan V. Palaiologos, byzantský císař (* 18. června 1332)
- 25. července – Jan III. z Armagnacu, hrabě z Armagnacu (* cca 1359)
- 25. září – Zemovít Těšínský, maltézský rytíř (* 1340)
- 1. října – Vilém I. Namurský, markýz namurský (* cca 1324)
- 1. listopadu – Amadeus VII. Savojský, savojský hrabě (* 1360)
- Tvrtko I. Kotromanić, bosenský bán (* asi 1338)
- Anežka Visconti, paní Mantovy (* 1363)
- Gaston III. z Foix, hrabě z Foix (* 1331)
- Kateřina Gorická, bavorská vévodkyně (* ?)
- Robert Namurský, francouzský rytíř (* 1323)

## Hlava státu
- České království – Václav IV.
- Moravské markrabství – Jošt Moravský
- Svatá říše římská – Václav IV.
- Papež – Bonifác IX. a Klement VII. (vzdoropapež)
- Anglické království – Richard II.
- Francouzské království – Karel VI. Šílený
- Polské království – Hedvika z Anjou a Vladislav II. Jagello
- Uherské království – Zikmund Lucemburský
- Litevské knížectví – Vladislav II. Jagello
- Byzantská říše – Jan V. Palaiologos » Manuel II. Palaiologos